# Exilisia nebulosa
Exilisia nebulosa là một loài bướm đêm thuộc phân họ Arctiinae, họ Erebidae. Loài này được De Toulgoët miêu tả khoa học lần đầu tiên năm 1958.